# Fred Børre Lundberg
Fred Børre Lundberg, född 25 december 1969 i Hammerfest, är en norsk tidigare utövare av nordisk kombination.
Lundberg var en av sportens största stjärnor under 1990-talet med en seger av den totala världscupen säsongen 1990/1991. Lundberg var även mycket framgångsrik i de stora mästerskapen där han tog OS-guld 1994 individuellt och guld 1998 i stafett. Han har också tre VM-guld, från 1991, 1995 och 1997.
Lundberg är sambo med Marit Bjørgen. Paret har ett barn tillsammans.